# Platypodia actoeoides
Platypodia actoeoides är en kräftdjursart som först beskrevs av Alphonse Milne-Edwards 1867.  Platypodia actoeoides ingår i släktet Platypodia och familjen Xanthidae. Inga underarter finns listade i Catalogue of Life.